# Euploea diadema
Euploea diadema är en fjärilsart som beskrevs av Moore 1883. Euploea diadema ingår i släktet Euploea och familjen praktfjärilar. Inga underarter finns listade i Catalogue of Life.